# Episodi di 86 - Eighty-Six

Logo della serie

Questa è la lista degli episodi dell'anime 86 - Eighty-Six, adattamento dell'omonima serie di light novel scritta da Asato Asato e illustrata da Shirabi.
Un adattamento animato è stato annunciato il 15 marzo 2020 durante un live streaming per commemorare il primo anniversario del sito web di light novel di Kimirano di Kadokawa. La produzione è stata affidata allo studio A-1 Pictures, la regia è di Toshimasa Ishii e la composizione della serie di Toshiya Ono, la colonna sonora è composta da Hiroyuki Sawano e Kohta Yamamoto mentre la CGI è realizzata da Shirogumi. L'anime era originariamente previsto per il 2020, ma è stata successivamente posticipato. La serie è divisa in due parti; la prima è andata in onda dall'11 aprile al 19 giugno 2021 sulla rete Tokyo MX. Il 27 marzo 2021 Tokyo MX ha trasmesso un programma speciale commemorando l'inizio della storia con i protagonisti i membri principali del cast Shōya Chiba e Ikumi Hasegawa, il produttore Nobuhiro Nakayama e il compositore musicale Hiroyuki Sawano. La sigla di apertura è 3-bun 29-byō (3分29秒? lett. "3 minuti 29 secondi") di Hitorie mentre in chiusura sono stati impiegati: 3-bun 29-byō di Hitorie (ep. 1), Avid (ep. 2-3, 5, 7, 10-11) di SawanoHiroyuki[nZk]:mizuki e Hands Up to the Sky (ep. 4, 6 e 8) di SawanoHiroyuki[nZk]:Laco.
La seconda parte è andata in onda dal 2 ottobre 2021 al 19 marzo 2022. Gli episodi 22 e 23 sono stati posticipati rispettivamente al 12 e il 19 marzo 2022 per un controllo qualità. Le sigle di apertura della seconda parte è Kyōkaisen (境界線?) della band Amazarashi mentre quella di chiusura sono Kyōkaisen degli Amazarashi (ep. 1), Alchemilla (アルケミラ?, Arukemira) di Regal Lily (ep. 2+) e LilaS di SawanoHiroyuki[nZk]:Takahashi Honoka (ep. 12).
In Italia la serie è stata pubblicata in simulcast sul portale Crunchyroll in versione sottotitolata.

## Home video

### Giappone
Gli episodi sono stati pubblicati in DVD e Blu-ray dal 28 luglio 2021 al 27 aprile 2022.
| Volume | Episodi | Data di pubblicazione |
| ------ | ------- | --------------------- |
| 1      | 1–2     | 28 luglio 2021        |
| 2      | 3-5     | 25 agosto 2021        |
| 3      | 6-8     | 29 settembre 2021     |
| 4      | 9-11    | 27 ottobre 2021       |
| 5      | 12-14   | 26 gennaio 2022       |
| 6      | 15-17   | 23 febbraio 2022      |
| 7      | 18-20   | 23 marzo 2022         |
| 8      | 21-23   | 27 aprile 2022        |